# Joseph Arthur (commediografo)
Joseph Arthur, nato Arthur Hill Smith (Centerville, 1848 – New York, 21 febbraio 1906), è stato un commediografo e attore teatrale statunitense; fu anche impresario teatrale e giornalista.

## Biografia
Nato nell'Indiana nel 1848 da John C. e Margaret Hill Smith, Joseph Arthur si trasferì presto a New York, città dove svolse quasi tutta la sua carriera, anche se molti dei suoi lavori furono ambientati nella natìa Indiana. Autore popolare (ma non acclamato dalla critica), è ricordato per i suoi melodrammi scritti tra il 1880 e il 1890. Il suo lavoro di reporter lo portò a viaggiare in Afghanistan, Cina, India e Giappone.

### Vita privata
Joseph Arthur era sposato con l'attrice Charlotte Cobb.

## Galleria d'immagini

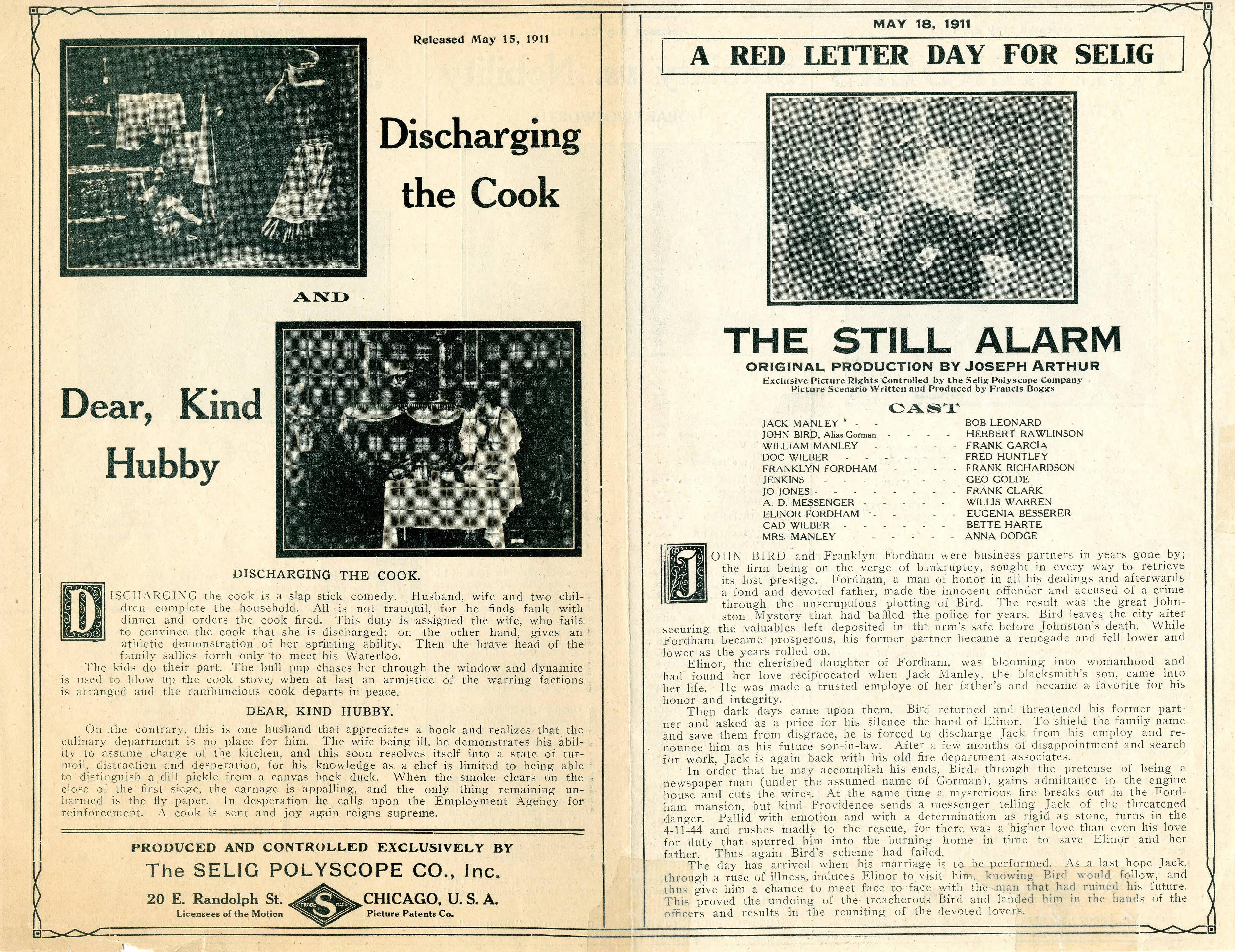
Pubblicità del film The Still Alarm
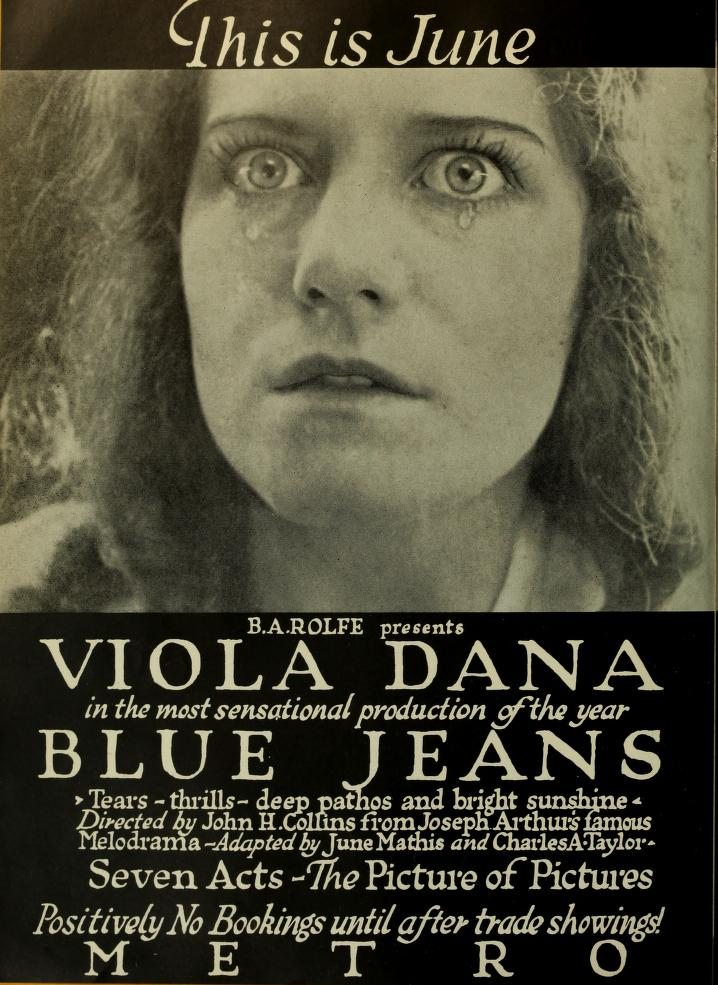
Pubblicità del film Blue Jeans

## Filmografia
- The Still Alarm, regia di Francis Boggs (1911)
- The Cherry Pickers, regia di Colin Campbell - cortometraggio (1914)
- Blue Jeans, regia di John H. Collins (1917)
- L'allarme del fuoco (The Still Alarm), regia di Edward Laemmle (1926)